# パッフィンビリー鉄道
パッフィンビリー鉄道（英語: Puffing Billy Railwayはオーストラリアの保存鉄道。

## 歴史
パッフィンビリー鉄道は、1900年にオーストラリアで建設された最後の狭軌鉄道でメルボルン近郊のベルグレイブからジェムブルック間の多雨林が生い茂るダンデノン丘陵の森林地帯の24kmを片道約1時間20分かけて運行される20世紀初頭に建設された、オーストラリアで最古の保存鉄道。メルボルンから比較的近く、自然を満喫できるため観光スポットとして人気がある。

## 運行
ビクトリア鉄道から引き継いだ6輌の動態保存の機関車が軌間762mmの狭軌路線で観光客向けに牽引する列車が運行される。